# Doronicum cataractarum
Doronicum cataractarum là một loài thực vật có hoa trong họ Cúc. Loài này được Widder mô tả khoa học đầu tiên năm 1925.